# در تابستان

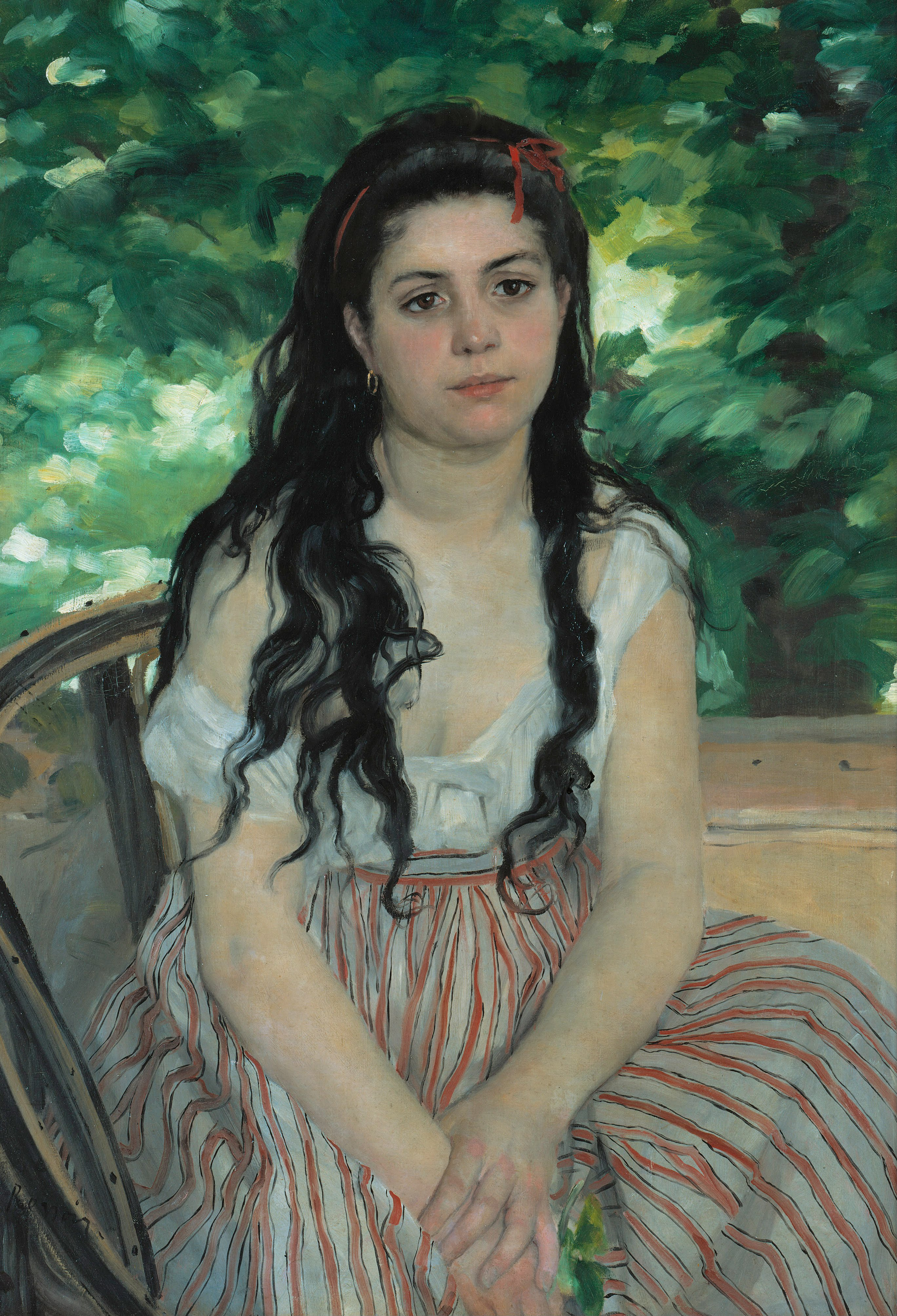
اگوست رنوار، در تابستان، رنگ روغن روی بوم، ۸۵ × ۵۹ سانتیمتر، گالری ملی، برلین

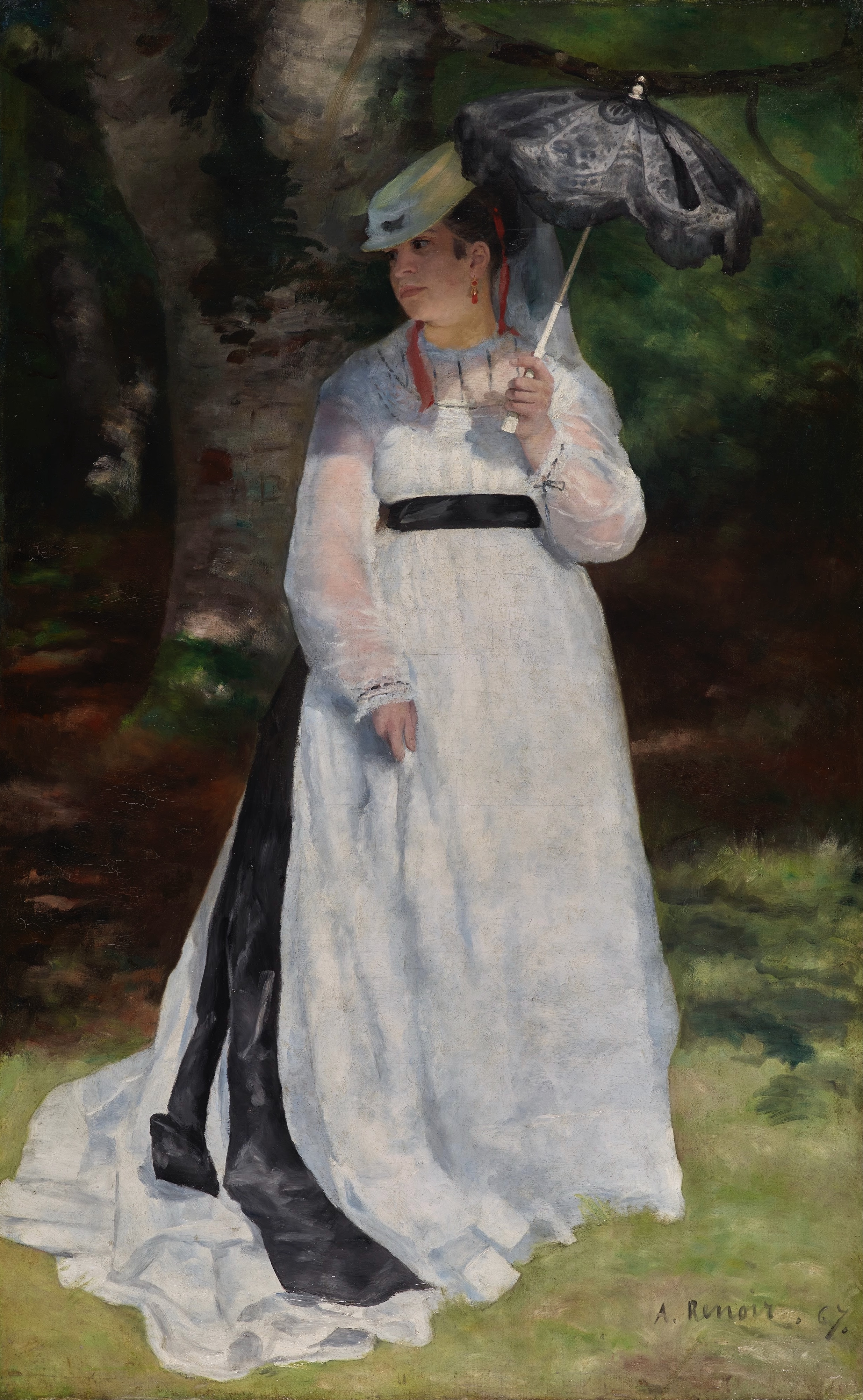
لیز با یک چتر، ۱۸۶۷

در تابستان (به فرانسوی: En été) نقاشی رنگ روغن روی بوم از چهره لیز ترئو حدود بیست ساله است که پیر آگوست رنوار در سال ۱۸۶۸ کشیده‌است.

## موضوع
ترئو از سال ۱۸۶۶ تا سال ۱۸۷۱ همدم و همراه رنوار بود. او مدل حداقل ۲۳ نقاشی رنوار شد. از جمله لیز با چتر که رنوار آن را در سال ۱۸۶۷ کشیده‌است اولین موفقیت مهم رنوار و مورد تحسین منتقدان سالن پاریس در سال ۱۸۶۸ محسوب می‌شود. شاید این موفقیت موجب شد که رنوار دوباره این بار در سبکی غیررسمی او را مدل خویش قرار دهد.

## توصیف
اندازه تابلو ۸۵ در ۵۹ سانتیمتر از پرتره نیم تنهٔ زنی جوان از جلو است که با لباسی غیررسمی در صندلی کنار دیوار، شاید در یک بالکن نشسته و پشت سرش گیاهان سبز قرار دارند.